# 아시아 태풍 위원회
아시아 태풍 위원회는 태풍 피해가 많은 아시아 태평양 지역의 여러 나라가 태풍 관측과 재해 방지 대책을 협력하기 위하여 1968년에 아시아 극동 위원회(ECAFE, 1974년에 아시아 태평양 경제 사회 위원회(ESCAP)로 개칭)와 세계 기상기구(WMO)가 만든 조직이다.
사무국은 필리핀의 마닐라에 있으며, 대한민국, 조선민주주의인민공화국, 캄보디아, 중화인민공화국, 일본, 홍콩, 라오스, 마카오, 말레이시아, 미크로네시아, 필리핀, 태국, 미국, 베트남으로 총 14개국이 회원국으로 있다.
정보 교환의 중심이 되는 태평양 태풍 센터는 일본 기상청의 지휘를 받으며, 각국의 기상 정보를 수신하는 동시에 기상 위성 히마와리가 보내오는 화상을 각국에 제공한다.
태풍 이름은 1999년 까지는 괌에 위치한 미국 태풍 합동 경보 센터에서 정한 이름을 사용했지만, 2000년부터는 아시아 태풍 위원회에서 아시아 지역 14개국에서 받은 이름으로 변경하여 사용하고 있다. 태풍 이름은 각국의 동식물 이름이나 자연 현상을 가리키는 말들이다.

## 각 국가들이 제출한 태풍 이름들
각국이 제출한 태풍 이름은 다음과 같다.
대한민국 : 개미 Kaemi 나리 Nari 장미 Changmi 수달 Sudal 노루 Noru 제비 Chebi 너구리 Noguri 고니 Koni 메기 Megi 나비 (Nabi
조선민주주의인민공화국 : 기러기 Kirogi) 도라지 Toraji 갈매기 Kalmaegi 매미 Maemi 메아리 Meari 소나무 Sonamu 버들 Podul 봉선화 Pongsona 민들레 Mindulle 날개 Nalgae
캄보디아 : 돔레이 Damrey 콩레이 Kong-rey 나크리 Nakri 크로반 Krovanh 사리카 Sarika 보파 Bopha 크로사 Krosa 마이삭 Matsak 찬투 Chanthu 네삿 Nesat
중화인민공화국 : 롱방 Longwang 위투 Yutu 펑셴 Fangshrn 두지앤 Dujuan 하이마 Haima 우콩 Wukong 하이옌 Haiyan 디앤무 Dianmu 하이탕 Haitang
홍콩 : 카이탁 Kai-tak 마니 Man-yi 퐁윙 Fung-wong 초이완 Choi-wan 망온 Ma-on 산산 Shanshan 링링 Lingling 야난 Yanyan 팅팅 Tingting 바냔 Banyan
일본 : 덴빈 Tambin 우사기 Usagi 간무리 Kammuri 곳푸 Koppu 도카케 Tokage 야기 Yagi 가지키 Kajiki 구지라 Kujra 곤파스 Kompasu 와시 Washi
라오스 : 볼라벤 Bolaven 파북 Pabuk 판폰 Phanfone 켓사나 Ketsana 녹텐 Nock-ten 찬홈 Chan-hom 남테우른 Namtheun 맛사 Metsa 힌남노 Hinnamno
마카오 : 잔쯔 Chanchu 우딥 Wutip 봉퐁 Vongfong 파마 Parma 무이파 Muifa 버빈카 Bebinca 와메이 Vamei 린파 Linfa 말로우 Maiou 산우 Sanvu
말레이시아 : 절라왓 Jelawat 서팟 Sepat 루사 Rusa 멀로 Melor 머르북 Merbok 룸비아 Rumbia 타파 Tapah 낭카 Nanka 머란티 Meranti 마와 Mawa
미크로네시아 : 이위냐 Ewiniar 피토 Fitow 신라쿠 Sinlaku 니파탁 Nepartak 난마돌 Nanmadol 솔릭 Soulik 미톡 Mitag 소델로 Soudelor 라나님 Rananim 구촐 Guchol
필리핀 : 빌리스 Bilis 다나스 Danas 하구핏 Hagupit 루핏 Lupit 탈라스 Talas 시마론 Cimaron 하기비스 Hagibis 임부도 Imbudo 말라카스 Malakas 탈림 Talim
태국 : 프라피룬 Prapiroon 비파 Wipha 멕클라 Mekkhala 니다 Nida 콜라브 Kulap 두리안 Durian 라마순 Rammasun 모라콧 Morakot 차바 Chaba 카눈 Khanun
미국 : 마리아 Maria 프란시스코 Francisco 히고스 Higos 오마이스 Omais 로키 Roke 우토 Utor 차타안 Chataan 아타우 Etau 아이에라이 Aere 비센티 Vicente
베트남 : 사오마이 Saomai 레끼마 Lekima 바비 Bavi 콘손 conson 손카 Sonca 차미 Trami 할롱 Halong 밤코 Vamco 송다 Songda 사올라 Saola

## 같이 보기
2000년 태풍